# Regne Unit dels Països Baixos
Regne Unit dels Països Baixos és el nom d'un regne compost pels Països Baixos septentrionals, els Països Baixos austríacs i el Principat de Lieja després del Congrés de Viena l'any 1815, després de la desfeta de Napoleó a Waterloo. Luxemburg s'hi afegí com a unió personal, però era formalment una entitat diferent.

## Història
Una primera constitució fou redactada el 1814. El rei obtenia molt de poder: el comandament de l'exèrcit i de la flota, les finances, la diplomàcia i les colònies d'ultramar. Els Estats Provincials obtenien el dret d'elegir els membres dels Estats Generals dels Països Baixos, però els Estats havien de compartir el poder amb el rei. El rei Guillem I, amb les seves idees absolutistes, creava un estat unitari, inspirat en el model jacobí francès. Inspirat per Metternich, pensava que aquesta concepció fos més eficaç per defensar-se contra França que un estat confederal. La Revolució belga del 1830 mostrà més tard que s'havia equivocat.

## Escissió

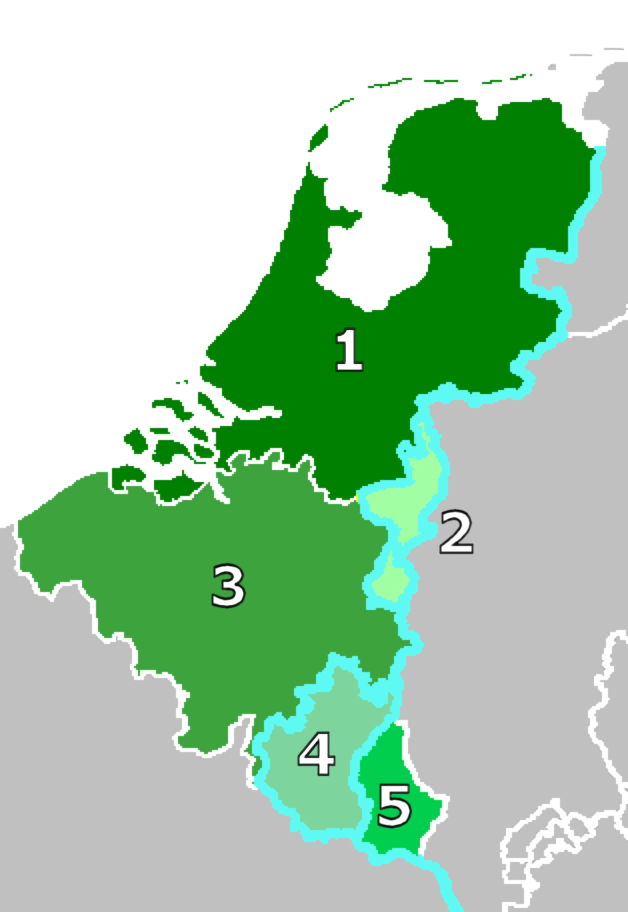
Els Països Baixos, Bèlgica, Luxemburg i Limburg el 1839.
1, 2 i 3 Regne Unit dels Països Baixos (fins al 1830)
1 i 2 Regne dels Països Baixos (després de 1830)
2 Ducat de Limburg (a la Confederació Germànica després de (1839)
3 i 4 Regne de Bèlgica (després de 1830)
4 i 5 Gran Ducat de Luxemburg (límits fins al 1830)
4 Província de Luxemburg (Unida a Bèlgica el 1830)
5 Gran Ducat de Luxemburg (Luxemburg alemany; després de 1839)
En blau, els límits amb la Confederació Germànica

La unificació de països separats des de segles per religions i règims polítics molt diferents, o quant al Principat de Lieja, que mai no havien estat ensems, no era gens fàcil. També hi havia un problema de les llengües. Els altres estats veïns tenien tots les seves motivacions per barrinar l'estat nou. Els Estats Pontificis temien que la fe catòlica es perdés al sud atesa la influència dels protestants del nord. L'Anglaterra temia que les forces combinades de la flota holandesa i la indústria valona, molt forta a la vall dels rius Mosel·la i Sambre, li fes competència en la seva dominació del mar i de les colònies. França, per la seva part, volia annexar el sud i va crear la Légion belge parisienne, un exèrcit de vuit-cents voluntaris i mercenaris mentre esperava que una rebel·lió al sud l'ajudés amb el seu projecte expansionista. A ambdós costats del regne, l'oposició contra l'absolutisme del rei feia créixer el camp dels liberals, favorable a un règim més democràtic. Tot això contribuirà a la Revolució belga del 1830 i la fi definitiva del Regne Unit dels Països Baixos el 1839.

## Després de 1830
El 1839 amb el Tractat de Londres o Tractat dels XXIV articles el rei Guillem I dels Països Baixos finalment va reconèixer l'escissió del seu regne i la sobirania del poble belga. Aquest tractat va fixar definitivament les fronteres, garantir l'accés al mar pel port d'Anvers i la construcció del Rin de ferro.
La població dels Regne dels Països Baixos amputats obtenia el 1848 una constitució més liberal, redactada per Johan Thorbecke.
El 1860, el primer ministre belga, Charles Rogier, sota les amenaces d'annexió de Napoleó III de França, va advocar la creació d'un nou estat confederal reunit. En senyal de la seva bona fe, Rogier va canviar uns versos de l'himne nacional belga, cantant l'amistat entre els belgues i els bataus.
La unió personal del Rei amb el Luxemburg es va desfer el 1890. Guillem III no tenia descendència mascle. La llei sàlica a Luxemburg no autoritzava que la reina Guillemina esdevingués sobirana i el ducat va passar a Adolf de Nassau-Weilburg. Als anys 1920, quan el poble flamenc s'emancipava progressivament, un moviment romàntic per a la reunificació va eixir i conèixer un cert èxit a Flandes. Després de la Segona Guerra Mundial els tres estats van crear el Benelux. Com a unió duanera, aquesta organització va contribuir al desenvolupament econòmic i presagiar la futura Unió Europea